# Trasposición de un operador lineal
En álgebra lineal, la trasposición de una aplicación lineal entre dos espacios vectoriales, definida sobre el mismo cuerpo, es otra aplicación inducida entre los espacios duales de los dos espacios vectoriales.
La trasposición o adjunto algebraico de una aplicación lineal se utiliza a menudo para estudiar la aplicación lineal original. Este concepto está generalizado por los funtores adjuntos.

## Definición
Sea {\displaystyle X^{\#}} el espacio dual de un espacio vectorial {\displaystyle X}.
Sean {\displaystyle X} e {\displaystyle Y} dos espacios vectoriales sobre el mismo cuerpo {\displaystyle {\mathcal {K}}.}
Si {\displaystyle u:X\to Y} es una aplicación lineal, entonces su adjunto algebraico o dual, es la aplicación {\displaystyle {}^{\#}u:Y^{\#}\to X^{\#}} definida por {\displaystyle f\mapsto f\circ u.}
El funcional resultante {\displaystyle {}^{\#}u(f):=f\circ u} se llama retorno de {\displaystyle f} por {\displaystyle u.}
El espacio dual de un espacio vectorial topológico (EVT) {\displaystyle X} se denota por {\displaystyle X^{\prime }.}
Si {\displaystyle X} y {\displaystyle Y} son EVTs, entonces una aplicación lineal {\displaystyle u:X\to Y} es débilmente continua si y solo si {\displaystyle {}^{\#}u\left(Y^{\prime }\right)\subseteq X^{\prime }}, en cuyo caso se tiene que {\displaystyle {}^{t}u:Y^{\prime }\to X^{\prime }} denota la restricción de {\displaystyle {}^{\#}u} a {\displaystyle Y^{\prime }.}
La aplicación {\displaystyle {}^{t}u} se llama trasposición o adjunto algebraico de {\displaystyle u.}
La siguiente identidad caracteriza la traspuesta de {\displaystyle u}:
{\displaystyle \left\langle {}^{t}u(f),x\right\rangle =\left\langle f,u(x)\right\rangle \quad {\text{ para todo }}f\in Y^{\prime }{\text{ y }}x\in X,}
donde {\displaystyle \left\langle \cdot ,\cdot \right\rangle } es el pareado natural definido por {\displaystyle \left\langle z,h\right\rangle :=z(h).}

## Propiedades
La asignación {\displaystyle u\mapsto {}^{t}u} produce un aplicación lineal inyectiva entre el espacio de operadores lineales de {\displaystyle X} a {\displaystyle Y} y el espacio de operadores lineales de {\displaystyle Y^{\#}} a {\displaystyle X^{\#}.}
Si {\displaystyle X=Y}, entonces el espacio de aplicaciones lineales es un álgebra bajo una función compuesta, y la asignación es entonces un antihomomorfismo de álgebras, lo que significa que {\displaystyle {}^{t}(uv)={}^{t}v{}^{t}u.}
En el lenguaje de la teoría de categorías, tomar el dual de espacios vectoriales y la trasposición de aplicaciones lineales es, por tanto, un funtor de la categoría de espacios vectoriales sobre {\displaystyle {\mathcal {K}}} a sí mismo.
Se puede identificar {\displaystyle {}^{t}\left({}^{t}u\right)} con {\displaystyle u} usando la inyección natural en el doble dual.
- Si {\displaystyle u:X\to Y} y {\displaystyle v:Y\to Z} son aplicaciones lineales, entonces {\displaystyle {}^{t}(v\circ u)={}^{t}u\circ {}^{t}v}[4]
- Si {\displaystyle u:X\to Y} es un isomorfismo del espacio vectorial (una función sobreyectiva), entonces también lo es la traspuesta {\displaystyle {}^{t}u:Y^{\prime }\to X^{\prime }.}
- Si {\displaystyle X} e {\displaystyle Y} son espacios vectoriales normados, entonces

{\displaystyle \|x\|=\sup _{\|x^{\prime }\|\leq 1}\left|x^{\prime }(x)\right|\quad {\text{ para cada }}x\in X}
y si el operador lineal {\displaystyle u:X\to Y} está acotado, entonces la norma de operador de {\displaystyle {}^{t}u} es igual a la norma de {\displaystyle u}; lo que implica que
{\displaystyle \|u\|=\left\|{}^{t}u\right\|,}
y además,
{\displaystyle \|u\|=\sup \left\{\left|y^{\prime }(ux)\right|:\|x\|\leq 1,\left\|y^{*}\right\|\leq 1{\text{ donde }}x\in X,y^{\prime }\in Y^{\prime }\right\}.}

### Polares
Supóngase ahora que {\displaystyle u:X\to Y} es un operador lineal débilmente continuo entre espacios vectoriales topológicos {\displaystyle X} e {\displaystyle Y} con espacios duales continuos {\displaystyle X^{\prime }} e {\displaystyle Y^{\prime },} respectivamente.
Sea {\displaystyle \langle \cdot ,\cdot \rangle :X\times X^{\prime }\to \mathbb {C} } el sistema dual canónico, definido por {\displaystyle \left\langle x,x^{\prime }\right\rangle =x^{\prime }x} donde se dice que {\displaystyle x} y {\displaystyle x^{\prime }} son ortogonales si {\displaystyle \left\langle x,x^{\prime }\right\rangle =x^{\prime }x=0.}
Para cualquier subconjunto {\displaystyle A\subseteq X} y {\displaystyle S^{\prime }\subseteq X^{\prime }}, sea
{\displaystyle A^{\circ }=\left\{x^{\prime }\in X^{\prime }:\sup _{a\in A}\left|x^{\prime }(a)\right|\leq 1\right\}\qquad {\text{ y }}\qquad S^{\circ }=\left\{x\in X:\sup _{s^{\prime }\in S^{\prime }}\left|s^{\prime }(x)\right|\leq 1\right\}}
que denota el polar (absoluto) de {\displaystyle A} en {\displaystyle X^{\prime }} (y respectivamente, de {\displaystyle S^{\prime }} en {\displaystyle X}).
- Si {\displaystyle A\subseteq X} y {\displaystyle B\subseteq Y} son conjuntos convexos y débilmente cerrados que contienen el origen, entonces {\displaystyle {}^{t}u\left(B^{\circ }\right)\subseteq A^{\circ }} implica {\displaystyle u(A)\subseteq B.}[7]
- Si {\displaystyle A\subseteq X} y {\displaystyle B\subseteq Y}, entonces[4]

{\displaystyle [u(A)]^{\circ }=\left({}^{t}u\right)^{-1}\left(A^{\circ }\right)}
y
{\displaystyle u(A)\subseteq B\quad {\text{ implica }}\quad {}^{t}u\left(B^{\circ }\right)\subseteq A^{\circ }.}
- Si {\displaystyle X} y {\displaystyle Y} son localmente convexos entonces[5]

{\displaystyle \operatorname {ker} {}^{t}u=\left(\operatorname {Im} u\right)^{\circ }.}

### Aniquiladores
Supóngase que {\displaystyle X} y {\displaystyle Y} son espacios vectoriales topológicos y {\displaystyle u:X\to Y} es un operador lineal débilmente continuo (por lo tanto, {\displaystyle \left({}^{t}u\right)\left(Y^{\prime }\right)\subseteq X^{\prime }}). Los subconjuntos dados {\displaystyle M\subseteq X} y {\displaystyle N\subseteq X^{\prime },} definen sus aniquiladores (con respecto al sistema dual canónico) mediante
{\displaystyle {\begin{alignedat}{4}M^{\bot }:&=\left\{x^{\prime }\in X^{\prime }:\left\langle m,x^{\prime }\right\rangle =0{\text{ para todo }}m\in M\right\}\\&=\left\{x^{\prime }\in X^{\prime }:x^{\prime }(M)=\{0\}\right\}\qquad {\text{ donde }}x^{\prime }(M):=\left\{x^{\prime }(m):m\in M\right\}\end{alignedat}}}
y
{\displaystyle {\begin{alignedat}{4}{}^{\bot }N:&=\left\{x\in X:\left\langle x,n^{\prime }\right\rangle =0{\text{ para todo }}n^{\prime }\in N\right\}\\&=\left\{x\in X:N(x)=\{0\}\right\}\qquad {\text{ donde }}N(x):=\left\{n^{\prime }(x):n^{\prime }\in N\right\}\\\end{alignedat}}}
- El núcleo de {\displaystyle {}^{t}u} es el subespacio de {\displaystyle Y^{\prime }} ortogonal a la imagen de {\displaystyle u}:[7]

{\displaystyle \ker {}^{t}u=(\operatorname {Im} u)^{\bot }}
- La aplicación lineal {\displaystyle u} es una función inyectiva si y solo si su imagen es un subconjunto débilmente denso de {\displaystyle Y} (es decir, la imagen de {\displaystyle u} es densa en {\displaystyle Y} cuando a {\displaystyle Y} se le da la topología débil inducida por {\displaystyle \operatorname {ker} {}^{t}u}).[7]
- La traspuesta {\displaystyle {}^{t}u:Y^{\prime }\to X^{\prime }} es continua cuando tanto {\displaystyle X^{\prime }} como {\displaystyle Y^{\prime }} están dotados con una *topología débil (respectivamente, ambos están dotados con la topología dual fuerte, ambos están dotados con la topología de convergencia uniforme en subconjuntos convexos compactos, y ambos están dotados con la topología de convergencia uniforme en subconjuntos compactos). [8]
- (Sobreyección de espacios de Fréchet): Si {\displaystyle X} e {\displaystyle Y} son espacios de Fréchet, entonces el operador lineal continuo {\displaystyle u:X\to Y} es una función sobreyectiva si y solo si (1) la traspuesta {\displaystyle {}^{t}u:Y^{\prime }\to X^{\prime }} es una función inyectiva y (2) la imagen de la traspuesta de {\displaystyle u} es un subconjunto de {\displaystyle X^{\prime }} débilmente cerrado (es decir, *débilmente cerrada).[9]

### Duales de espacios cocientes
Sea {\displaystyle M} un subespacio vectorial cerrado de un espacio localmente convexo de Hausdorff {\displaystyle X} y denótese la aplicación del cociente canónico por
{\displaystyle \pi :X\to X/M\quad {\text{ donde }}\quad \pi (x):=x+M.}
Supóngase que {\displaystyle X/M} está dotado de una topología cociente inducida por la aplicación cociente {\displaystyle \pi :X\to X/M.}
Entonces, la traspuesta de la aplicación cociente se valora en {\displaystyle M^{\bot }} y
{\displaystyle {}^{t}\pi :(X/M)^{\prime }\to M^{\bot }\subseteq X^{\prime }}
es un isomorfismo de EVT en {\displaystyle M^{\bot }.}
Si {\displaystyle X} es un espacio de Banach, entonces {\displaystyle {}^{t}\pi :(X/M)^{\prime }\to M^{\bot }} también es una isometría.
Usando esta traspuesta, cada funcional lineal continuo en el espacio cociente {\displaystyle X/M} se identifica canónicamente con un funcional lineal continuo en el aniquilador {\displaystyle M^{\bot }} de {\displaystyle M.}

### Duales de subespacios vectoriales
Sea {\displaystyle M} un subespacio vectorial cerrado de un espacio localmente convexo de Hausdorff {\displaystyle X.}
Si {\displaystyle m^{\prime }\in M^{\prime }} y si {\displaystyle x^{\prime }\in X^{\prime }} es una extensión lineal continua de {\displaystyle m^{\prime }} a {\displaystyle X}, entonces la asignación {\displaystyle m^{\prime }\mapsto x^{\prime }+M^{\bot }} induce un isomorfismo en el espacio vectorial
{\displaystyle M^{\prime }\to X^{\prime }/\left(M^{\bot }\right),}
que es una isometría si {\displaystyle X} es un espacio de Banach.
Denótese la inyección canónica por
{\displaystyle \operatorname {In} :M\to X\quad {\text{ donde }}\quad \operatorname {In} (m):=m\quad {\text{ para todo }}m\in M.}
La traspuesta de la aplicación de inclusión es
{\displaystyle {}^{t}\operatorname {In} :X^{\prime }\to M^{\prime }}
cuyo núcleo es el aniquilador {\displaystyle M^{\bot }=\left\{x^{\prime }\in X^{\prime }:\left\langle m,x^{\prime }\right\rangle =0{\text{ para todo }}m\in M\right\}} y que es sobreyectivo por el teorema de Hahn–Banach. Esta aplicación induce un isomorfismo de espacios vectoriales
{\displaystyle X^{\prime }/\left(M^{\bot }\right)\to M^{\prime }.}

## Representación como matriz
Si la aplicación lineal {\displaystyle u} está representada por la matriz {\displaystyle A} con respecto a dos bases de {\displaystyle X} e {\displaystyle Y,} entonces {\displaystyle {}^{t}u} está representada por la matriz traspuesta
{\displaystyle A^{T}} con respecto a las bases duales de {\displaystyle Y^{\prime }} y {\displaystyle X^{\prime },} de ahí el nombre.
Alternativamente, como {\displaystyle u} está representado por {\displaystyle A} que actúa hacia la derecha en los vectores columna, {\displaystyle {}^{t}u} está representado por la misma matriz que actúa hacia la izquierda en los vectores fila.
Estos puntos de vista están relacionados por el producto interno canónico en {\displaystyle \mathbb {R} ^{n},} que identifica el espacio de los vectores columna con el espacio dual de los vectores fila.

## Relación con el adjunto hermítico
La identidad que caracteriza a la traspuesta, es decir, {\displaystyle \left[u^{*}(f),x\right]=[f,u(x)],} es formalmente similar a la definición del adjunto hermítico, sin embargo, la traspuesta y el adjunto hermítico no son la misma aplicación.
La traspuesta es una aplicación {\displaystyle Y^{\prime }\to X^{\prime }} y está definida para aplicaciones lineales entre cualquier espacio vectorial {\displaystyle X} e {\displaystyle Y,} sin requerir ninguna estructura adicional.
El adjunto hermítico asigna {\displaystyle Y\to X} y solo se define para aplicaciones lineales entre espacios de Hilbert, tal como se define en términos del producto interno en un espacio de Hilbert.
Por lo tanto, el adjunto hermítico requiere más estructura matemática que la traspuesta.
Sin embargo, la traspuesta se usa a menudo en contextos donde los espacios vectoriales están equipados con una forma bilineal no degenerada como el producto escalar euclídeo u otro producto interior real.
En este caso, la forma bilineal no degenerada es a menudo usada implícitamente para realizar aplicaciones entre los espacios vectoriales y sus duales, para expresar la aplicación traspuesto como un aplicación {\displaystyle Y\to X.}
Para un espacio de Hilbert complejo, el producto interno es sesquilineal y no bilineal, y estas conversiones cambian la traspuesta en la aplicación adjunta.
Más precisamente: si {\displaystyle X} e {\displaystyle Y} son espacios de Hilbert y {\displaystyle u:X\to Y} es una aplicación lineal, entonces la traspuesta de {\displaystyle u} y el adjunto hermítico de {\displaystyle u,} que se denotan respectivamente por {\displaystyle {}^{t}u} y {\displaystyle u^{*},} están relacionados.
Denótese ahora por {\displaystyle I:X\to X^{*}} y {\displaystyle J:Y\to Y^{*}} las isometrías antilineales canónicas de los espacios de Hilbert {\displaystyle X} e {\displaystyle Y} en sus duales.
Entonces, {\displaystyle u^{*}} es la composición de aplicaciones siguiente:
{\displaystyle Y{\overset {J}{\longrightarrow }}Y^{*}{\overset {{}^{\text{t}}u}{\longrightarrow }}X^{*}{\overset {I^{-1}}{\longrightarrow }}X}

## Aplicaciones al análisis funcional
Supóngase que {\displaystyle X} e {\displaystyle Y} son espacios vectoriales topológicos y que {\displaystyle u:X\to Y} es una aplicación lineal. Entonces, muchas de las propiedades de {\displaystyle u} se reflejan en {\displaystyle {}^{t}u.}
- Si {\displaystyle A\subseteq X} y {\displaystyle B\subseteq Y} son conjuntos convexos débilmente cerrados que contienen el origen, entonces {\displaystyle {}^{t}u\left(B^{\circ }\right)\subseteq A^{\circ }} implica que {\displaystyle u(A)\subseteq B.}[4]
- El espacio nulo de {\displaystyle {}^{t}u} es el subespacio de {\displaystyle Y^{\prime }} ortogonal al rango {\displaystyle u(X)} de {\displaystyle u.}[4]
- {\displaystyle {}^{t}u} es inyectiva si y solo si el rango {\displaystyle u(X)} de {\displaystyle u} está débilmente cerrado.[4]